# Shorea maxima
Espèce
Classification phylogénétique
Statut de conservation UICN

 NT  : Quasi menacé
Shorea maxima est un arbre tropical de la famille des Dipterocarpaceae.

## Synonyme
- Balanocarpus maximus King[2].

## Utilisation
Le bois était utilisé sous le nom de Meranti jaune, mais l'espèce ayant été surexploitée et restant menacée par la déforestation, l'exportation de ce bois est interdite.

## Répartition
Shorea  maxima est endémique des collines de Malaisie.